# Cadaba gillettii
Cadaba gillettii là một loài thực vật có hoa trong họ Capparaceae. Loài này được R.A.Graham mô tả khoa học đầu tiên năm 1962.